# Elezioni europee del 1994 in Grecia
Le elezioni europee del 1994 in Grecia si sono tenute il 12 giugno.

## Risultati
| Liste  | Liste                                                    | Gruppo | Voti      | %     | Seggi |
| ------ | -------------------------------------------------------- | ------ | --------- | ----- | ----- |
|        | Movimento Socialista Panellenico                         | PSE    | 2.458.657 | 37,64 | 10    |
|        | Nuova Democrazia                                         | PPE    | 2.133.405 | 32,66 | 9     |
|        | Primavera Politica                                       | ADE    | 564.787   | 8,65  | 2     |
|        | Partito Comunista di Grecia                              | GUE    | 410.747   | 6,29  | 2     |
|        | Coalizione della Sinistra, dei Movimenti e dell'Ecologia | GUE    | 408.072   | 6,25  | 2     |
|        | Rinnovamento Democratico                                 | -      | 182.525   | 2,79  | -     |
|        | Unione dei Centristi                                     | -      | 77.951    | 1,19  | -     |
|        | Altri                                                    | -      | 296.627   | 4,54  | -     |
| Totale | Totale                                                   | Totale | 6.532.691 |       | 25    |